# Jacob Hennessy
Jacob Michael Hennessy (St. Neots, 10 augustus 1996) is een Engels voormalig wielrenner die in 2023 nog enkele maanden bij het Chinese Li Ning Star reed.

## Carrière
In 2017 won Hennessy Gent-Wevelgem voor beloften door in een sprint met zeven renners de Amerikaan Ian Garrison en de Noor Rasmus Tiller voor te blijven. Eerder dat jaar nam hij met een Britse selectie deel aan de Challenge Mallorca, waar hij in de Trofeo Palma dertiende werd. In mei won hij de eerste etappe van de Paris-Arras Tour, oor de sprint van een groep van elf te winnen.
In 2018 stapte Hennessy ovar naar Mitchelton-BikeExchange, de opleidingsploeg van World Tour-ploeg Mitchelton-Scott. Na één seizoen stapte hij voor drie jaar over naar Canyon dhb p/b Bloor Homes. De tweede helft van 2021 reed hij bij het Britse Saint Piran en tot juni 2023 reed hij bij Li Ning Star. Na 2017 boekte hij geen overwinningen meer op professioneel niveau.

## Overwinningen
2017
Gent-Wevelgem/Kattekoers
1e etappe Paris-Arras Tour

## Ploegen
- 2016 –  JLT Condor (stagiair vanaf 27-7)
- 2018 –  Mitchelton-BikeExchange
- 2019 –  Canyon dhb p/b Bloor Homes
- 2020 –  Canyon dhb p/b Soreen
- 2021 –  Canyon dhb SunGod (t.m. 14 juni)
- 2021 –  Saint Piran (v.a. 15 juni)
- 2022 –  Saint Piran
- 2023 –  Li Ning Star (t.m. 5 juni)

Atkins · Briggs · Clancy · Downing · Dunne · Frame · Grivell-Mellor · Lapier · Laverack · Lawless · McCarthy · Moses · Mould · Slater · Williams · Hennessy (stagiair)
Bi · Bieken · Chaves · Hennessy · Jenner · Jiang · Liu · Niu · Scotson · Stannard · Sun · Sweeny · Xue